# Рубцовая алопеция
Рубцовая алопеция (англ. Scarring alopecia) (также известна как рубцовое выпадение волос, англ. Scarring hair loss) — вид выпадения волос, который сопровождается образованием рубцов. Противоположно по характеристикам безрубцовой алопеции.
Выпадение может быть вызвано разными группами редких заболеваний, которые разрушают волосяной фолликул, оставляя на его месте рубцовую ткань и вызывая постоянное выпадение. Возможны различные варианты проявления болезни. В некоторых случаях потеря волос происходит постепенно, без симптомов, и остаётся незамеченной в течение длительного времени. В других случаях выпадение сопровождается сильным зудом, жжением, болью и быстро прогрессирует. Воспаление, которое разрушает фолликул, находится под верхним слоем кожи, и обычно на коже головы самого «рубца» не видно. На поражённых участках могут появляться незначительные признаки воспаления или покраснения, шелушения, повышенная или пониженная пигментация, пустулы или пустые пазухи. Рубцовое выпадение волос наблюдается у вполне здоровых людей всех возрастов и встречается по всему миру.

## Признаки и симптомы
Важно наблюдать за симптомами и признаками активного заболевания во время и после лечения, чтобы наверняка убедиться, что болезнь адекватно реагирует на терапию и не возобновится после её прекращения. О реакции на лечение может свидетельствовать исчезновение симптомов, таких как зуд, боль, чувствительность или жжение. Также наблюдается снижение признаков воспаления кожи головы, таких как уменьшение покраснения, шелушения или заживление пустул, прекращение или замедление выпадения волос. Дерматолог может наблюдать за изменениями и контролировать рубцовую алопецию, используя эти рекомендации и тест на потягивание волос. Фотографии кожи головы также могут быть полезны для мониторинга хода болезни и реакции на лечение.

## Причины
Причины различных видов рубцового облысения изучены недостаточно. Однако все формы рубцовой алопеции связаны с воспалением, направленным на верхнюю часть волосяного фолликула, где находятся стволовые клетки и сальная железа. Если стволовые клетки и сальная железа разрушаются, то возможности для регенерации у волосяного фолликула нет, что приводит к необратимому выпадению волос.
Рубцовая алопеция не заразна. В целом она не связана с другими заболеваниями и обычно возникает у вполне здоровых людей.
Рубцовая алопеция может встречаться как у мужчин, так и у женщин, чаще всего у взрослых, но может затрагивать людей любого возраста. Эпидемиологические исследования для определения частоты возникновения рубцовых алопеций не проводились. В целом они не распространены.
Большинство пациентов с рубцовой алопецией не имеют в семейном анамнезе подобного заболевания. Единственным исключением является центральная центробежная рубцовая алопеция, которая в основном поражает женщин африканского происхождения и может встречаться у нескольких женщин в одной семье. Несмотря на возможность одновременного наличия нескольких видов выпадения волос, формы выпадения волос без образования рубцов не превращаются в рубцующиеся.

## Диагностика
Биопсия кожи головы необходима для диагностики рубцовой алопеции и является необходимым первым шагом, поскольку без биопсии может быть трудно установить точный диагноз. Результаты биопсии кожи головы, включая определение типа воспаления, его местоположения, степени активности, а также других изменений на коже головы, необходимы для диагностики рубцовой алопеции, определения степени активности выпадения и выбора соответствующей терапии.
Также важна клиническая оценка состояния кожи головы. Зуд, жжение или болезненность кожи обычно сигнализируют о том, что заболевание распространяется. Признаки воспаления кожи головы включают покраснение, шелушение и пустулы. Однако в некоторых случаях симптомы или признаки могут быть минимальными, и активное воспаление можно обнаружить только при биопсии кожи головы. Оценивают общий объём и характер выпадения волос, и иногда делают фотографии для будущего сравнения. Проводится тест на «выдёргивание волос» для определения фазы роста, при которой волосы легко выдёргиваются. Выдернутые волоски помещают на стекло и рассматривают волосяные луковицы под микроскопом, чтобы определить, сколько из них растёт, а сколько находится в состоянии покоя. Кроме того, если на коже есть пустулы, то проводят анализы для выявления возможных микроорганизмов, которые могут способствовать воспалению. Тщательная оценка, включающая все эти исследования, важна для диагностики рубцовой алопеции, выявления особенностей организма пациента и выбора терапии.
Новые методы диагностики, такие как трихоскопия, также используются для неинвазивной дифференциальной диагностики рубцовой алопеции.
Диагностика и лечение рубцовой алопеции часто сопряжены с трудностями. По этой причине полезно пройти обследование у дерматолога, который специализируется на заболеваниях кожи головы и волос и знаком с современными методами их диагностики и лечения.

## Классификация

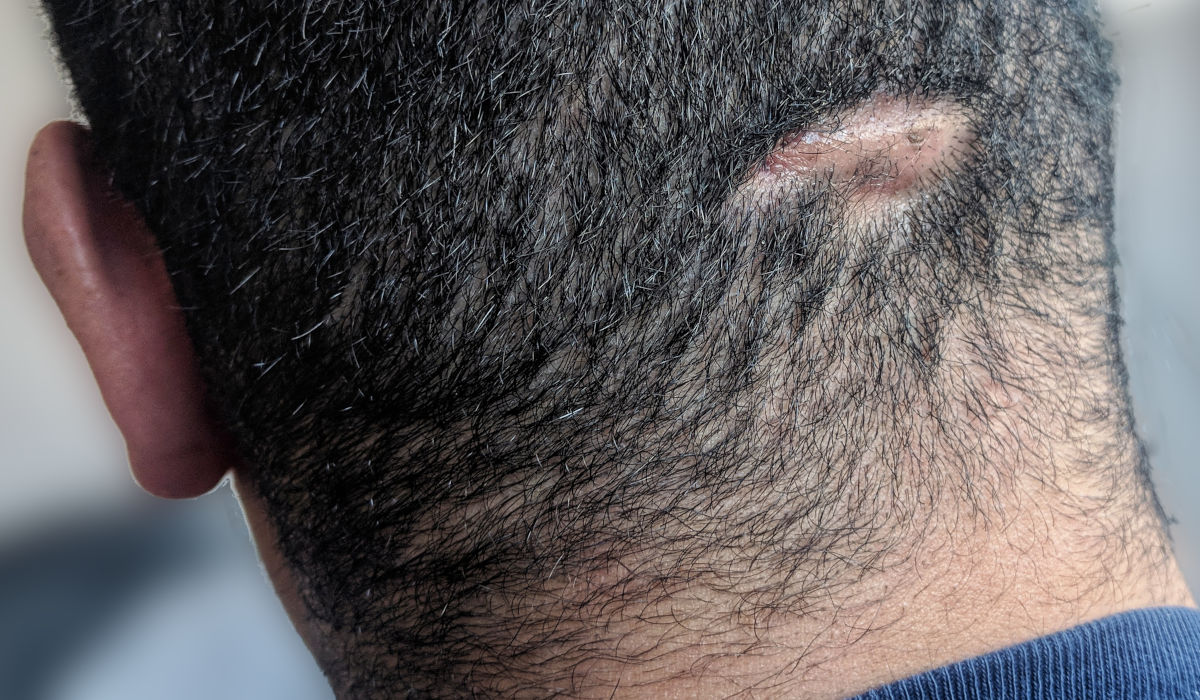
Вязкий, гнойный узелок с точечным выпадением волос, типичным для расслаивающего целлюлита (фолликулита) волосистой части головы.

Рубцовая алопеция классифицируется как первичная и вторичная. В данной статье рассматривается первичная рубцовая алопеция, в которой фолликул волоса является объектом разрушительного воспалительного процесса. При вторичной рубцовой алопеции разрушение волосяного фолликула происходит в результате процесса, не связанного с фолликулом, или внешнего повреждения, такого как тяжёлые инфекции, ожоги, облучение, опухоли или травмы.
Первичная рубцовая алопеция классифицируется по типу воспалительных клеток, которые разрушают волосяной фолликул во время активной стадии заболевания. Воспаление может затрагивать лимфоциты или нейтрофилы. Рубцовые алопеции, которые связаны с лимфоцитарным воспалением, включают плоский лишай, лобную фиброзирующую алопецию, центральную центробежную алопецию и псевдопеладу Брока. Рубцовая алопеция, обусловленная в основном нейтрофильным воспалением, включает декальвирующий фолликулит, пучковый фолликулит и расслаивающий целлюлит волосистой части головы. Иногда воспаление переходит от нейтрофильного процесса к лимфоцитарному. Рубцовая алопеция со смешанным воспалительным инфильтратом называется келоидным фолликулитом.

## Лечение
Первичная рубцовая алопеция классифицируется по преобладающему типу воспалительных клеток, которые атакуют волосяные фолликулы, таких как лимфоциты, нейтрофилы или смешанные воспалительные клетки. Стратегии лечения различаются для каждого подтипа.
Лечение лимфоцитарной группы рубцовой алопеции (включая плоский лишай, лобную фиброзирующую алопецию, центральную центробежную алопецию и псевдопеладу Брока) включает применение противовоспалительных препаратов. Целью лечения является уменьшение или устранение лимфоцитарных воспалительных клеток, которые атакуют и разрушают волосяной фолликул. Пероральные препараты могут включать гидроксихлорохин, доксициклин, микофенолат мофетил, циклоспорин или кортикостероиды. Местные препараты могут включать кортикостероиды, такролимус, пимекролимус или масло для кожи головы Derma-Smoothe/FS. Также можно вводить ацетонид триамцинолона, кортикостероид, в воспалённые участки кожи головы.
Лечение нейтрофильной группы рубцовых алопеций (декальвирующий фолликулит, пучковый фолликулит) направлено на устранение преобладающих патогенных микробов, которые неизменно вовлечены в воспалительный процесс. Пероральные антибиотики являются основой терапии, а местные антибиотики могут использоваться в дополнение к пероральным антибиотикам. При расслаивающем целлюлите патогенные микробы обычно отсутствуют. Изотретиноин в небольших дозах может быть полезен при лечении расслаивающего целлюлита.
Лечение смешанной группы рубцовой алопеции (келоидный фолликулит) может включать противомикробные препараты, изотретиноин и противовоспалительные препараты.
Пациентам рекомендуется обсудить любое лечение с дерматологом, который расскажет про потенциальные побочные эффекты, а также проведёт лабораторные исследования, необходимые перед началом лечения.
Течение рубцовой алопеции обычно длительное. Лечение продолжают до тех пор, пока симптомы и признаки воспаления кожи головы не будут взяты под контроль, и заболевание перестанет прогрессировать. Другими словами, зуд, боль, чувствительность и жжение должны исчезнуть, краснота, шелушение и/или пустулы больше не беспокоить, и выпадение волос остановлено или замедлено. После этого лечение может быть прекращено. К сожалению, рубцовая алопеция может возобновиться после периода затишья, и лечение, возможно, придётся повторить.
Пересадка может стать вариантом восстановления волос на пустующих участках. Но только после того, как заболевание не проявляло себя более двух лет. В этих случаях может быть рассмотрена трансплантация волос по таким методам, как FUE+FUI, FUT, HFE, FUE MACHINE, DHI.

### Рост волос
Волосы не вырастут снова после разрушения фолликула. Тем не менее возможно лечение воспаления окружающих фолликулов до того, как заболевание их разрушит. Поэтому важно начинать лечение как можно раньше, чтобы прекратить воспалительный процесс. Например, раствор миноксидила (2 % или 5 %), при нанесении два раза в день на кожу головы, может быть полезен при стимуляции оставшихся, неповреждённых фолликулов. Развитие выпадения волос непредсказуемо. В некоторых случаях болезнь прогрессирует медленно, и остаётся достаточно волос, чтобы закрыть затронутые алопецией участки кожи головы. В других случаях потеря волос может быть быстрой и обширной.

### Уход за волосами
Средства по уходу за волосами и шампуни, как правило, можно использовать с любой желаемой частотой, при условии, что они мягкие и не раздражают кожу головы. Можно свободно использовать заколки, парики, головные уборы и шарфы.